# PIX (微軟)

這是PIX 9.11.519.000針對demo的除錯畫面。

PIX（英語：Performance Investigator for Xbox）是微軟的性能分析工具，它可以協助軟體開發人員把Direct3D應用程式調整至最佳狀態，換句話說，它是一套Direct3D 除錯工具。這套工具原本是給Xbox电子游戏机使用的，後來微軟把它移植到Windows作業系統上，類似於XNA，用來協助遊戲開發人員。

## 特性
遊戲開發人員先用PIX取得應用程式一部分的執行結果，PIX會自動地把Direct3D函式與資料儲存成單一影格，並且進行單步重製影格，程式設計師可以瀏覽資料緩衝區與其他裝置的資訊，以及針對個別的頂點（vertices）與像素（pixels）進行除錯的動作。

## 外部連結
- （英文） MSDN PIX說明文件（页面存档备份，存于）